# Giclée
 (janvier 2016).
Si vous disposez d'ouvrages ou d'articles de référence ou si vous connaissez des sites web de qualité traitant du thème abordé ici, merci de compléter l'article en donnant les références utiles à sa vérifiabilité et en les liant à la section « Notes et références ».

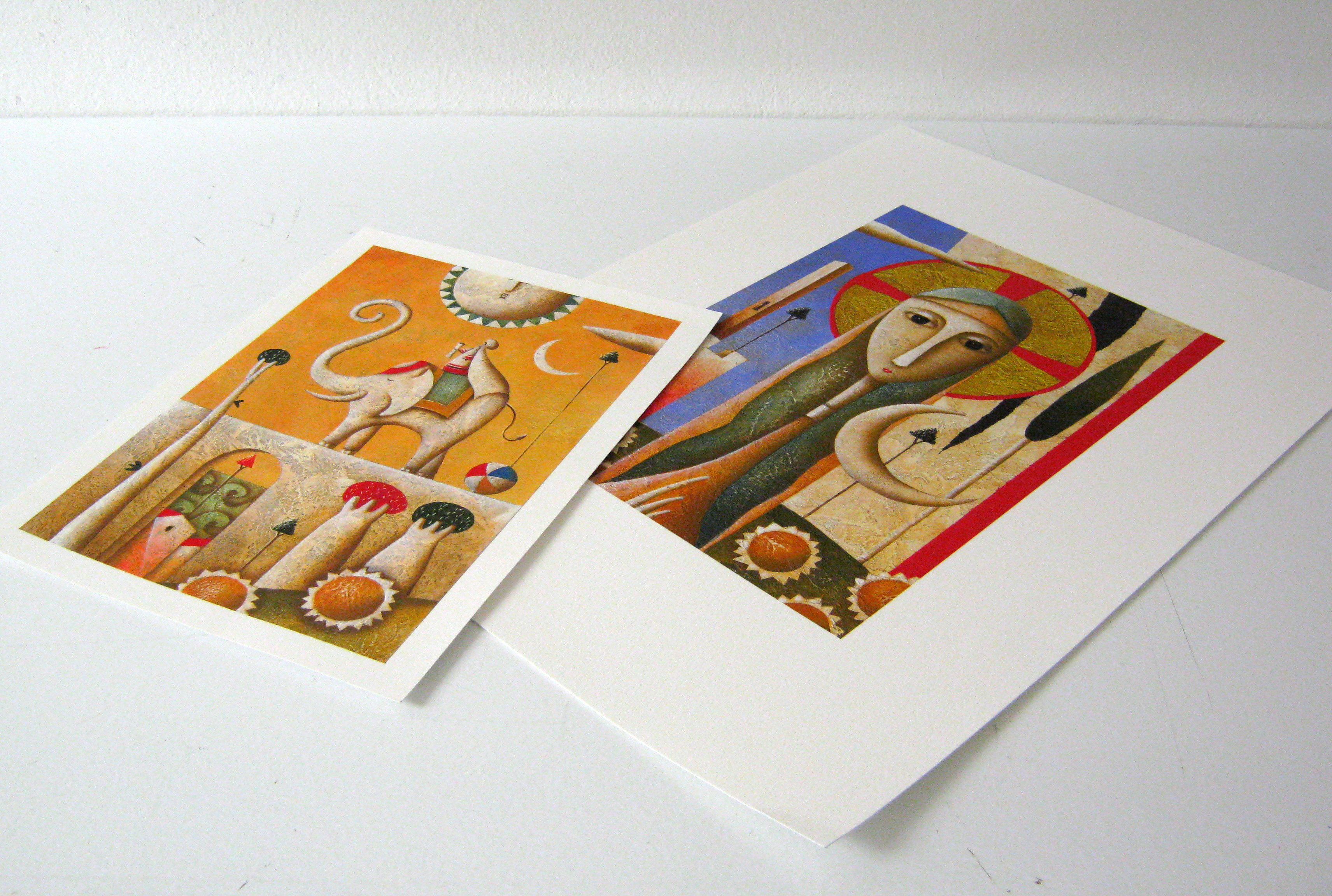
Exemples d'impressions à jet d'encre.

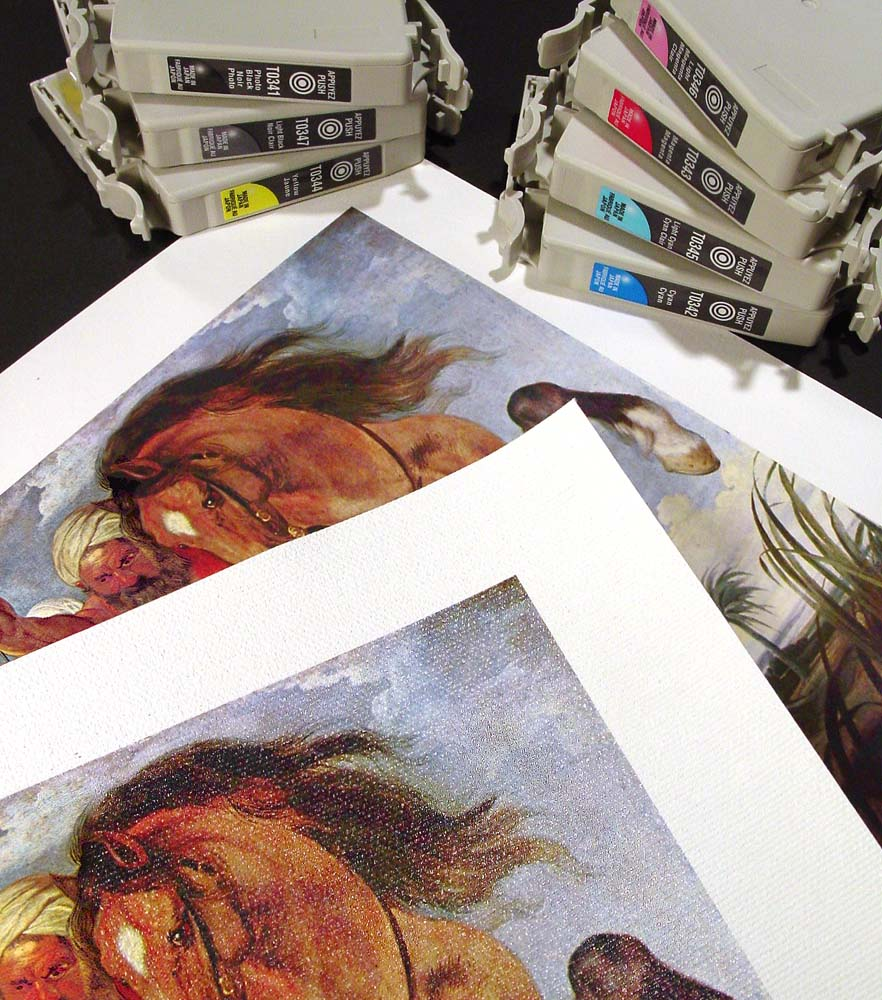
Autres exemples.

Le terme giclée est le terme générique utilisé dans le monde entier pour caractériser une impression d'art sur imprimante à jet d'encre haute définition grand format. C'est le mot français qui a d'abord été employé tel quel, avec l'accent, par les inventeurs anglophones du procédé. Puis le terme a été réimporté en français lorsque cette technique s'est répandue.
L'impression d'une giclée peut être réalisée sur différents supports tels que la toile d'artiste, le papier beaux-arts, etc.

## Historique
Le terme « giclée » est un mot français qui a été utilisé, en matière d'art, pour la première fois en 1991 par l'artiste américain Jack Duganne des éditions Nash, pionnier de l'impression d'art sur imprimante à jet d'encre grand format.
Ce mot décrivait parfaitement le principe utilisé pour déposer l'encre sous forme de fines gouttelettes diffusées par les imprimantes à jet d'encre.
Duganne utilisait des imprimantes de la marque Iris. À cette époque, ce genre de machine était largement utilisé par les agences de communication, les studios de création et d'exécution (publication assistée par ordinateur) et les sociétés de photogravure pour réaliser des maquettes finalisées ou fournir des bons à tirer calibrés avant l'impression définitive.
Les encres d'alors ne permettaient pas une tenue suffisante dans le temps et avaient tendance à se dégrader.

## Applications
Aujourd'hui la giclée définit la reproduction numérique de très haute qualité d'une œuvre ou d'une peinture originale.
La giclée sur toile intéresse particulièrement les artistes, car elle leur permet de reproduire leurs œuvres de façon très fidèle pour se rapprocher par le rendu des couleurs et la texture de la toile au plus près de l'original.
En outre, la giclée leur offre la possibilité de faire des agrandissements ou même des réductions de leurs œuvres originales, permettant ainsi de répondre à toutes les attentes des clients potentiels.
La giclée imprimée sur toile est généralement montée sur châssis et vernie ensuite comme une œuvre originale. La ressemblance entre reproduction et original est très grande. Naturellement, l'original reste une œuvre unique, car la giclée ne permet pas de rendre le relief de la peinture.

## Processus de fabrication
La première étape consiste à réaliser des prises de vue numériques, au moyen d'appareils photographiques de très haute définition (39 millions de pixels), des œuvres originales dans un studio professionnel adapté. Les fichiers sont ensuite traités à l'écran par l'œil expert d'un infographiste professionnel qui corrige si nécessaire la chromie, la lumière et le contraste des images numériques fournies par le photographe afin d'adapter son fichier aux performances de l'imprimante.
L'étape suivante consiste à imprimer en haute résolution (1 440 dpi) sur des imprimantes numériques grand format de dernière génération telles que les modèles des fabricants Epson, HP, Océ, Roland, etc. Chaque impression est lancée une à une et contrôlée une par une.
Dans des tirages limités, elles peuvent être numérotées comme les lithographies d'autrefois, que les giclées sont en train de remplacer petit à petit. Les encres utilisées sont résistantes au rayonnement ultraviolet et ne craignent pas les projections d'eau. Les giclées sont ensuite montées et tendues sur des châssis bois comme un tableau traditionnel.
Dans la réalisation d'une giclée tout l'art réside dans la maîtrise des technologies informatisées.